# Franz Anton Adam Stockhausen
Pour les articles homonymes, voir Stockhausen.
Franz (Anton Adam) Stockhausen, né le 1er septembre 1789 à Cologne et mort le 10 septembre 1868 à Colmar, est un harpiste, pédagogue et compositeur prussien.
Il était l'époux de la soprano Margarethe Stockhausen (de) (née Schmuck) (Guebwiller, 29 mars 1803, Colmar, 6 octobre 1877), une élève de Gioseffo Catrufo au Conservatoire de Paris.
Franz Stockhausen a fait des tournées en Europe à partir de 1825. En 1840, le couple s'installe en Alsace.
Franz Stockhausen a composé des pièces pour harpe, de la musique vocale. Il a effectué des arrangements pour son instrument.
Franz  Stockhausen a eu deux fils Julius Stockhausen (1826-1906) baryton et professeur de chant et Franz Stockhausen (1839-1926) chef de chœur, chef d'orchestre et pédagogue.